# Pietà (Rogier van der Weyden)
Pietà è un dipinto del pittore fiammingo Rogier van der Weyden, realizzato intorno al 1441 e conservato a Bruxelles, presso il Museo Reale delle Belle Arti del Belgio. Ci sono diverse copie del quadro, conservate alla National Gallery di Londra, al Prado di Madrid e alla Collezione Manzoni di Napoli. Esami agli infrarossi e radiografie sembrano indicare che la versione di Bruxelles fu dipinta da van der Weyden stesso, non escludendo però un aiuto da parte di apprendisti e assistenti. Analisi dendrocronologiche datano il pannello di quercia su cui è stato eseguito il dipinto al 1431, supportando la teoria della datazione dell'opera intorno al 1441
Campbell e van der Stock descrivono il dipinto come una dimostrazione di maestria tecnica ed estetica non inferiore a quella della Deposizione, di simile impatto emotivo. Il corpo di Cristo è raffigurato in modo naturale, similmente alla Deposizione, con le braccia abbandonate e le dita inerti. I polsi allungati di Cristo sono generalmente intesi come il risultato dell'incapacità di un apprendista, ma potrebbero essere le conseguenze della permanenza sulla croce di Cristo, rappresentazione dettagliata tipica dell'opera di van der Weyden.
Nonostante sia stato realizzato un discreto numero di imitazioni della versione di Bruxelles, solo poche si basano direttamente sull'originale. Le imitazioni fedeli al dipinto conservato nel museo di Bruxelles sono appartenenti alla collezione Rademakers a L'Aia, al Museo Mayer van den Bergh ad Anversa e alla Collezione Manzoni a Napoli. La versione Manzoni è influenzata sia dall'originale a Bruxelles che dalla copia conservata a Madrid, oltre che da un'ulteriore copia esposta ai Musei Statali di Berlino.

## Galleria d'immagini

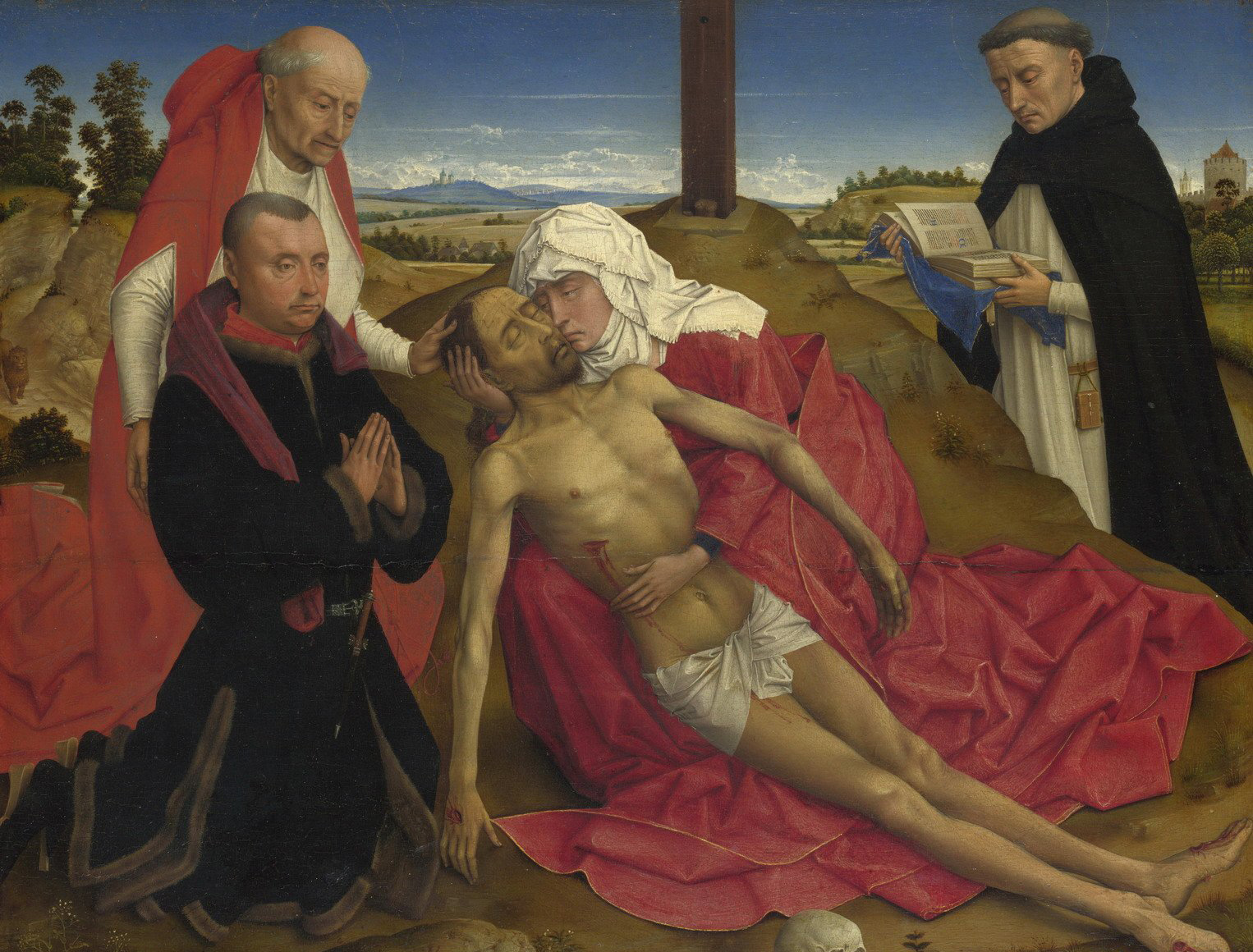
Pietà, National Gallery, London
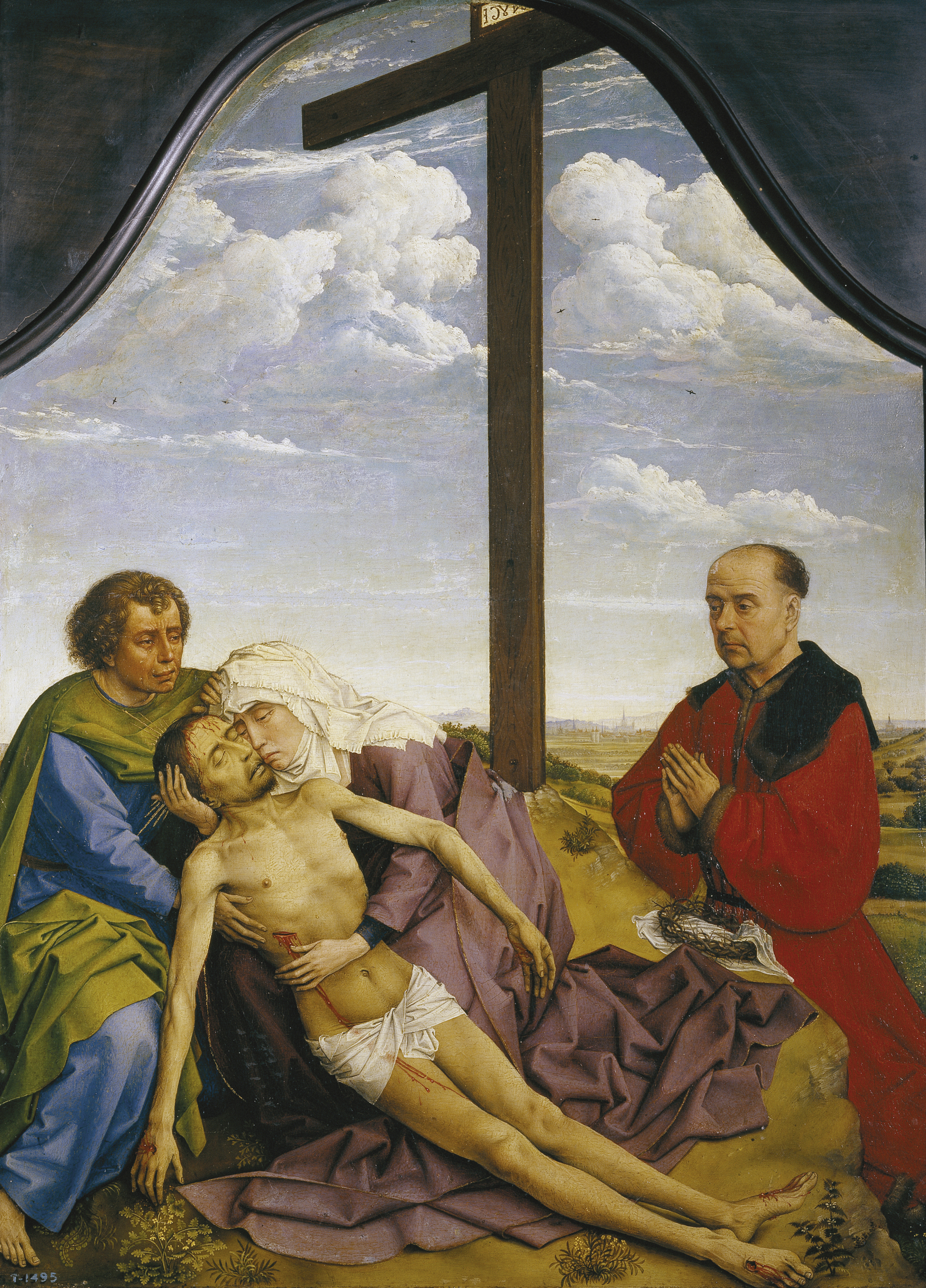
Pietà, Prado, Madrid
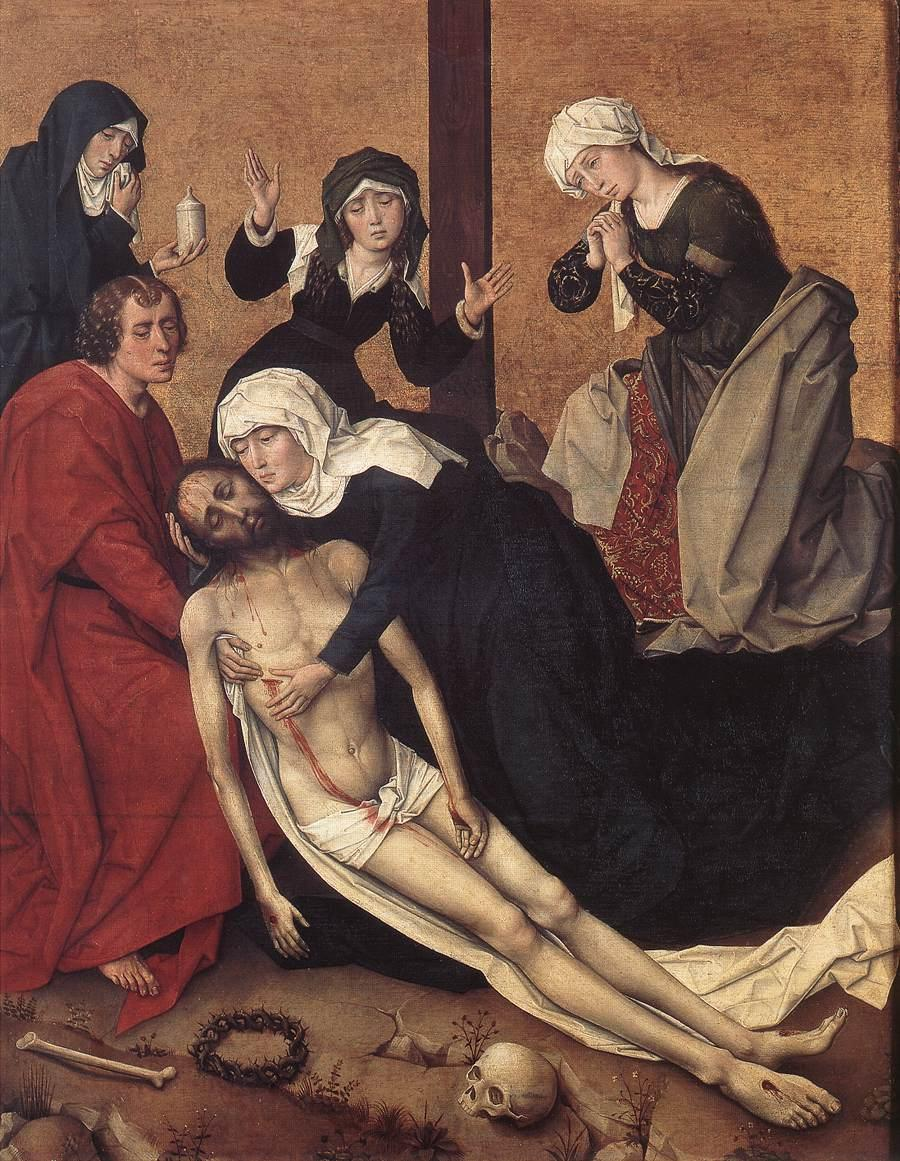
Vrancke van der Stockt, Compianto su Cristo, circa 1455-60, Museum Mayer van den Bergh, Arnhem